# Dasypogon
Dasypogon ist eine Gattung einkeimblättriger Pflanzen, die in Australien endemisch ist. 

## Merkmale

### Vegetativ
Die Arten sind horstige oder manchmal baumförmige krautige, ausdauernde Pflanzen. Das Rhizom ist kurz, die Sprossachse ist dick (pachycaul). Der gesamte Habitus ist mesophytisch bis xerophytisch. Die Blätter sind wechselständig und bilden meist eine Rosette. Die Blätter sind ledrig, bei manchen Arten auch zu Dornen modifiziert. Die Blätter sind sitzend und besitzen eine Blattscheide. Die Blattspreite ist linealisch, schmal und lang. Die Nerven verlaufen parallel, ohne Anastomosen.

### Blütenstand und Blüten
Die Blütenstände stehen terminal oder achselständig. Der Schaft des Blütenstands ist länger als die Blätter, behaart  und mit zerstreuten Hochblättern besetzt. Bei den baumförmigen Arten gibt es an jedem Stamm etliche Blütenstände, jeweils in der Achsel eines Blattes. Bei den anderen Arten stehen terminal einzeln an jedem Zweig oder Stamm. Die Blüten öffnen sich zuerst in der Mitte des Blütenstands, weiter nach oben und unten. Die Blüten sind gestielt oder ungestielt. 
Die Blüten sind regelmäßig dreizählig und zyklisch. Die sechs Perigonblätter stehen in zwei Wirteln und sind meist gleichartig. Die äußeren können an der Spitze verhärtet und trocken sein. Die Farbe ist weiß über cremefarben bis gelb. Die Staubblätter stehen in zwei Wirteln zu je drei und sind alle fertil. Der Fruchtknoten ist oberständig und besteht aus drei verwachsenen Fruchtblättern, die einen oder drei Fächer bilden. Die Narbe ist ein- oder dreilappig. Die Plazentation der Samenanlage ist bei einem Fächer basal, bei drei achselständig. Es gibt pro Fach eine anatrope bis campylotrope Samenanlage. 
Die Früchte sind Kapselfrüchte mit einem Samen. Dieser besitzt Endosperm. 

## Verbreitung
Die Gattung kommt nur im mediterranen Klimabereich im Südwesten Australiens vor.

## Systematik
Es gibt nur drei Arten:
- Dasypogon bromeliifolius R.Br.
- Dasypogon hookeri J.Drumm.
- Dasypogon obliquifolius Nees